# Puurojärvi (Jukkasjärvi socken, Lappland)
Puurojärvi är en sjö i Kiruna kommun i Lappland och ingår i Kalixälvens huvudavrinningsområde. Sjöns area är 0,02 kvadratkilometer och den befinner sig 310 meter över havet.